# Buochs flygplats
Buochs flygplats är en flygplats i Schweiz.   Den ligger i kommunen Buochs och kantonen Nidwalden, i den centrala delen av landet, 70 km öster om huvudstaden Bern. Buochs flygplats ligger 442 meter över havet.